# Timi Hansen
Timi "Grabber" Hansen, född 28 oktober 1958, död 4 november 2019, var en dansk hårdrocks- och heavy metal-basist. Han spelade i de danska banden Danger Zone och Mercyful Fate. Han spelade även på ett par album med King Diamond.
Han avled den 4 november 2019 efter en tids sjukdom.

## Diskografi
Mercyful Fate
- 1982: Mercyful Fate EP
- 1983: Melissa
- 1984: Don't Break The Oath
- 1992: Return Of The Vampire
- 1993: In The Shadows

King Diamond
- 1985: No Presents For Christmas (EP)
- 1986: Fatal Portrait
- 1987: Abigail
- 1988: The Dark Sides